# Vernante
Vernante (en français Vernant) est une commune de la province de Coni dans le Piémont en Italie.

## Particularités
Vernante est connue pour ses peintures murales traitant de l'histoire de Pinocchio.

## Histoire
- La commune a fait partie de l'arrondissement de Coni du département de la Stura durant l'Empire napoléonien.

## Administration
| Période                                  | Période  | Identité        | Étiquette | Qualité |
| ---------------------------------------- | -------- | --------------- | --------- | ------- |
| 27 mai 2013                              | En cours | Dalmasso Fulvio |           |         |
| Les données manquantes sont à compléter. |          |                 |           |         |

### Hameaux
Palanfré, Folchi, Renetta, Ciastellar Carletto

### Communes limitrophes
Boves, Entracque, Limone Piemonte, Roaschia, Robilante.

### Jumelage
- Biot (France)